# Palacios del Arzobispo
Palacios del Arzobispo là một đô thị ở tỉnh Salamanca in phía tây Tây Ban Nha, Cộng đồng tự trị Castile và León. Đô thị này có cự ly 33 km so với tỉnh lỵ Salamanca và có dân số 209 người.
Đô thị này có diện tích 27.73 km².
Đô thị này nằm ở khu vực có độ cao 824 m trên mực nước biển.
Mã số bưu chính là 37111.